# جان لیساگت پنه فادر
جان لیساگت پنه فادر (انگلیسی: John Pennefather; ۹ سپتامبر ۱۷۹۸ – ۹ مهٔ ۱۸۷۲) فرد نظامی اهل جمهوری ایرلند بود. وی همچنین برندهٔ جوایزی همچون لژیون دونور شده‌است.